# Skupina galaxií NGC 7331
Skupina galaxií NGC 7331 (také známá jako Skupina galaxií NGC 7320) je skupina galaxií vzdálená přibližně 47 milionů světelných let v souhvězdí Pegase. Skupina má 3 až 5 členů.

## Členové Skupiny galaxií NGC7331
První tři členy v následující tabulce označuje za členy skupiny ve svém článku Fouque a kol., katalog Lyons Groups of Galaxies (LGG) navíc uvádí jako člena NGC 7363 a jako možného člena UGC 12060.
| Název     | Typ     | R.A. (J2000)  | Dec. (J2000) | Rudý posuv (km/s) | Magnituda |
| --------- | ------- | ------------- | ------------ | ----------------- | --------- |
| NGC 7331  | SA(s)b  | 22h 37m 4s    | +34°24′56″   | 816 ± 1           | 10,35     |
| NGC 7320  | SA(s)d  | 22h 36m 3,4s  | +33°56′53″   | 786 ± 20          | 13,23     |
| UGC 12082 | Sm      | 22h 34m 10,8s | +32°51′38″   | 802 ± 1           | 14,1      |
| NGC 7363  | SAB(s)d | 22h 43m 19,9s | +34°00′05″   | 829 ± 10          | 14,38     |
| UGC 12060 | IBm     | 22h 30m 34s   | +33°49′11″   | 884 ± 5           | 14,9      |

V těsné blízkosti NGC 7331 můžeme vidět několik slabších a menších galaxií, ty ale leží v mnohem větší vzdálenosti a do této skupiny nepatří.

## Galerie obrázků

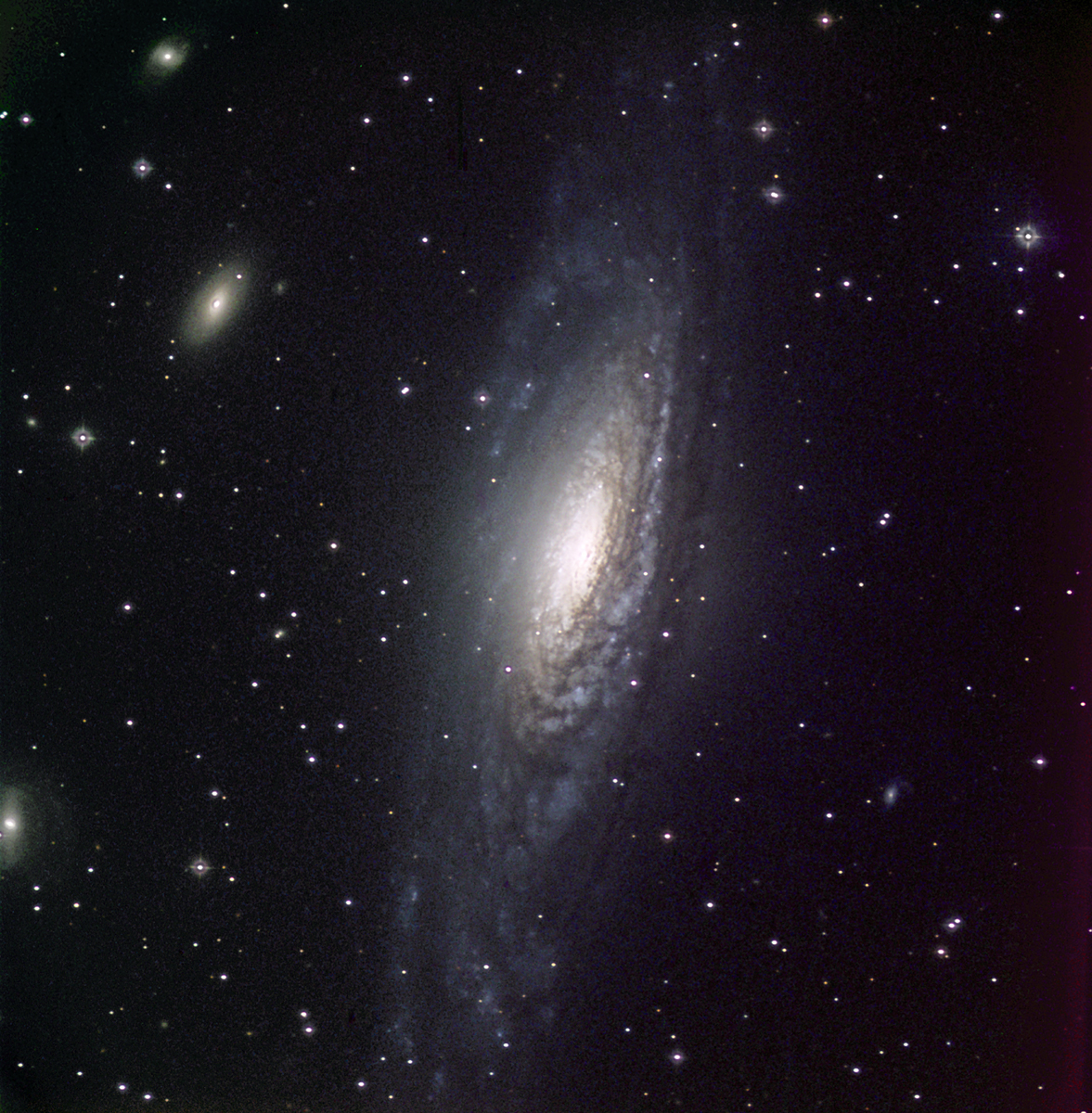
NGC 7331
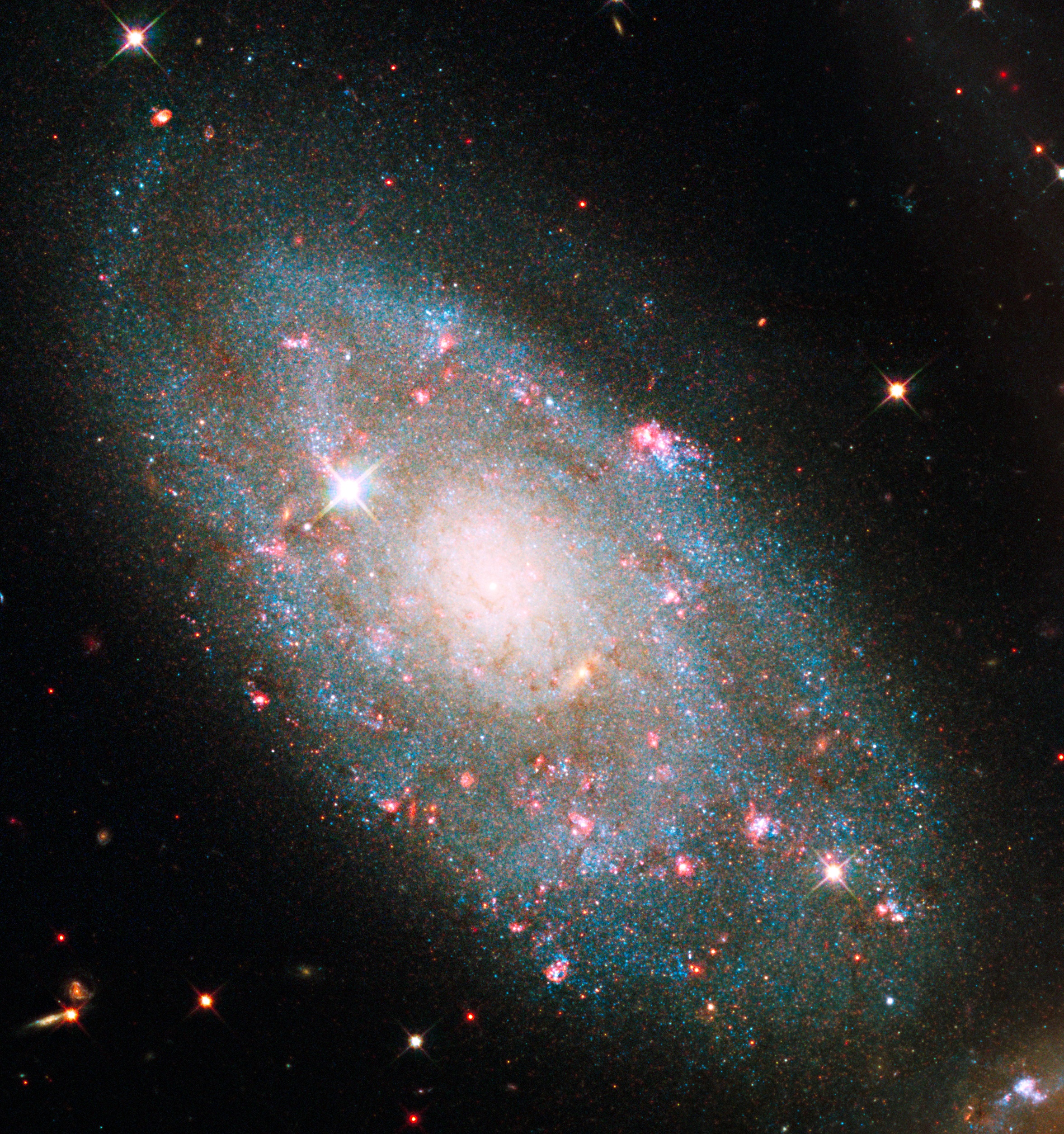
NGC 7320